# Julen Martija
Julen Martija Ollakarizketa, llamado Martija, nacido en Etxeberri (Navarra) el 24 de mayo de 1997, es un pelotari de pelota vasca en la modalidad de mano, juega en la posición de zaguero.

## Final del Campeonato de Parejas
| Año  | Campeones               | Subcampeones                | Tanteo | Frontón       |
| ---- | ----------------------- | --------------------------- | ------ | ------------- |
| 2020 | Ezkurdia - Martija      | Olaizola II - Urrutikoetxea | 22-13  | Bizkaia       |
| 2022 | Altuna III - Martija    | Laso - Imaz                 | 22-20  | Bizkaia       |
| 2024 | P.Etxeberria - Zabaleta | Altuna III - Martija        | 22-20  | Navarra Arena |